# Salvatore Spoto
Salvatore Spoto (Catania, 3 ottobre 1944) è un giornalista e scrittore italiano.

## Biografia
Dopo aver conseguito la maturità classica, si laurea in Diritto romano e diritti orientali alla facoltà di Giurisprudenza dell'Università di Bologna. Nel 1978 pubblica un testo di studio ''Veicoli a motore e responsabilità civile'' che per decenni è stato adottato in scuole di specializzazioni, centri assicurativi e studi legali per la valutazione del risarcimento del danno fisico e morale conseguente a incidente stradale. Tuttavia la sua notorietà è legata alla lunga attività di giornalista e scrittore, saggista e narratore.
Ha lavorato per molti anni al Il Messaggero, occupandosi di cronaca ma anche di cultura e turismo. Ha collaborato anche con il Resto del Carlino, Repubblica, L'Espresso e Panorama.
Dal 2012 dirige l'Agenzia giornalistica nazionale Internews. Divenne direttore responsabile dell'Agenzia giornalistica nazionale Internews, specializzata in cultura. È stato titolare di corsi di scrittura e laboratori di Giornalismo e Comunicazione.
Come scrittore è autore di numerosi libri di ricostruzione storica, che sono stati presentati nella maggiori rassegne editoriali in Italia ed all'estero.
La sua produzione letteraria segue due filoni, il primo è quello degli studi di Diritto romano seguiti all'università di Bologna dove si laureato e dalla successiva esperienza presso il Dipartimento di Studi storici e religiosi e il Dipartimento di Diritto romano all'Università La Sapienza di Roma. La ricerca gli ha permesso di mettere a fuoco il vero significato dell'esoterismo e la funzione da questo svolto nello sviluppo della società nel Mediterraneo in epoca storica. Da queste esperienze di studio e ricerca sono nati libri stampati in più edizioni come Roma esoterica, Roma porta d'Oriente.
La professione di giornalista ha anche influito nella sua attività letteraria. Episodi di cronaca nera e personaggi di questi gli hanno ispirato storie di personaggi che la sua penna ha trasferito dalle pagine dei giornali a  quelle di libri. Così sono nate opere come ''L'Impero di Cosa Nostra'' e ''Alfio l'Americano''. 

## Premi e riconoscimenti
Salvatore Spoto ha ricevuto numerosi e prestigiosi premi e riconoscimenti per la sua attività letteraria e divulgativa.

## Opere
- Sicilia templare, Newton & Compton, 2005
- Sicilia normanna Newton & Compton,
- Sicilia antica, Newton & Compton, 2002
- Miti, riti, magia e misteri della Sicilia, Newton & Compton, 2001
- I Baccanali, Lithos, 2000
- Roma esoterica, Newton & Compton, 1999 (ristampato nel 2011)
- Roma porta d'Oriente, Atanor, 1997 (ristampato nel 2015 da Tipheret)
- Le carte da gioco, storia e mistero, Logart press, (ristampa, Fabbri-Rizzoli)
- Ostia antica, miti e misteri
- I Gattopardi. Storie, passioni, misteri e intrighi dell'aristocrazia di Sicilia (Newton&Compton 2005)
- Italia Arcana, Tipheret 2010
- Sicilia Mysterica, Tipheret 2011
- L'altra Roma - Racconto di un viaggio tra i misteri del passato alla scoperta dell'alba del presente, Città del sole, 2011
- L'isola del Sacro Graal - viaggio nella Sicilia templare laboratorio di intrighi, politica, scienza e alchimia della futura Europa, Tipheret 2014
- Roma Porta d'Oriente (nuova edizione) Thipheret 2015
- Roma esoterica (terza edizione) Newton&Compton 2016
- Alfio L'americano (romanzo) David&Matthaus 2016
- Sicilia segreta e misteriosa -Newton&Comptom 2016
- ''È viva Agata!'' - Lupetti Editore - Bologna 2016